# DOK5
DOK5 (англ. Docking protein 5) – білок, який кодується однойменним геном, розташованим у людей на короткому плечі 20-ї хромосоми. Довжина поліпептидного ланцюга білка становить 306 амінокислот, а молекулярна маса — 35 464.
| 10         |  | 20         |  | 30         |  | 40         |  | 50         |
| ---------- |  | ---------- |  | ---------- |  | ---------- |  | ---------- |
| MASNFNDIVK |  | QGYVRIRSRR |  | LGIYQRCWLV |  | FKKASSKGPK |  | RLEKFSDERA |
| AYFRCYHKVT |  | ELNNVKNVAR |  | LPKSTKKHAI |  | GIYFNDDTSK |  | TFACESDLEA |
| DEWCKVLQME |  | CVGTRINDIS |  | LGEPDLLATG |  | VEREQSERFN |  | VYLMPSPNLD |
| VHGECALQIT |  | YEYICLWDVQ |  | NPRVKLISWP |  | LSALRRYGRD |  | TTWFTFEAGR |
| MCETGEGLFI |  | FQTRDGEAIY |  | QKVHSAALAI |  | AEQHERLLQS |  | VKNSMLQMKM |
| SERAASLSTM |  | VPLPRSAYWQ |  | HITRQHSTGQ |  | LYRLQDVSSP |  | LKLHRTETFP |
| AYRSEH     |  |            |  |            |  |            |  |            |

A: Аланін

C: Цистеїн

D: Аспарагінова кислота

E: Глутамінова кислота

F: Фенілаланін

G: Гліцин

H: Гістидин

I: Ізолейцин

K: Лізин

L: Лейцин

M: Метіонін

N: Аспарагін

P: Пролін

Q: Глутамін

R: Аргінін

S: Серин

T: Треонін

V: Валін

W: Триптофан

Кодований геном білок за функцією належить до фосфопротеїнів. 
Задіяний у такому біологічному процесі, як альтернативний сплайсинг. 